# Mariazell in Österreich (Herrschaft)

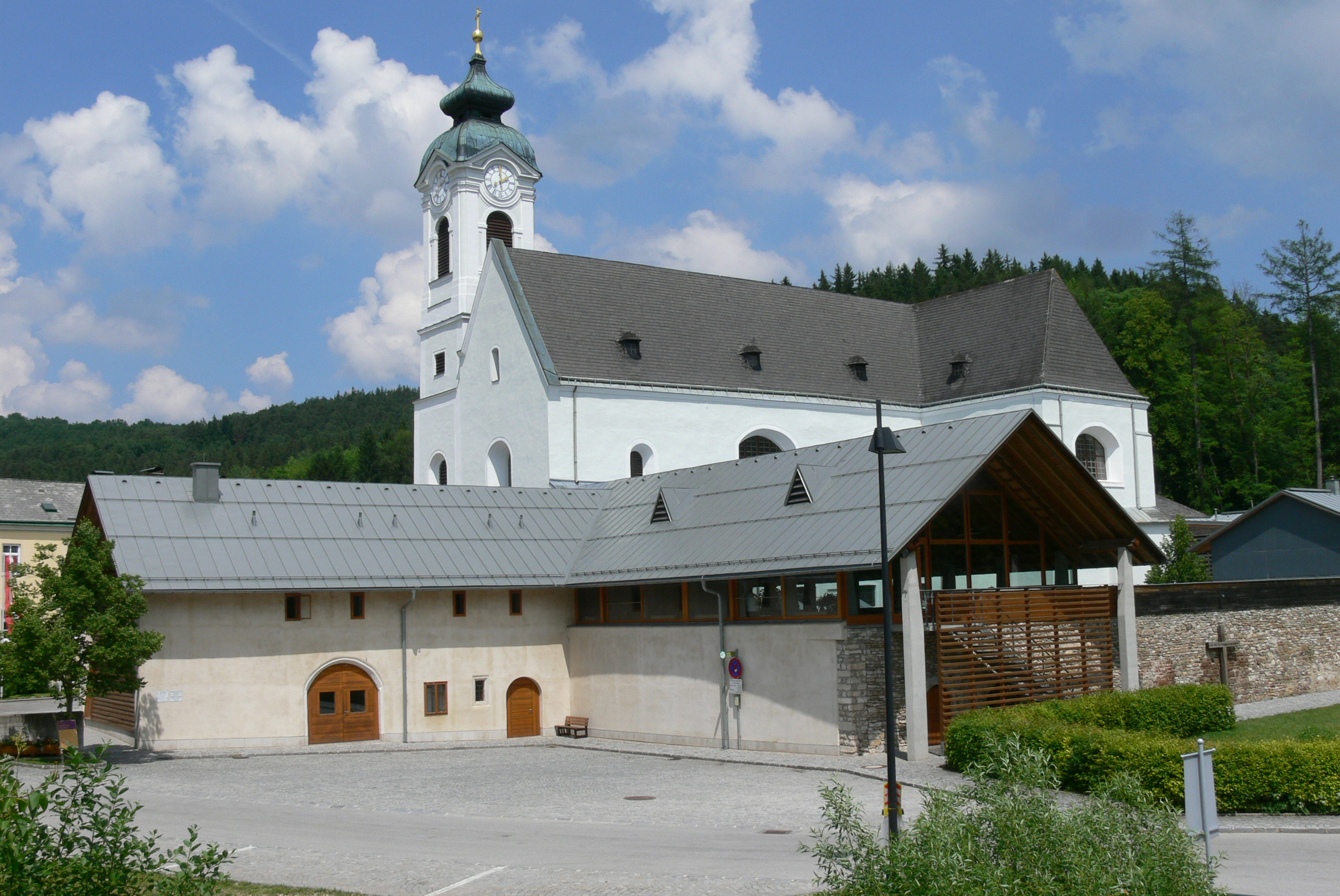
Kloster Klein-Mariazell, Sitz der Verwaltung (2011)

Die Herrschaft Mariazell in Österreich war eine Grundherrschaft im Viertel unter dem Wienerwald im Erzherzogtum Österreich unter der Enns, dem heutigen Niederösterreich.

## Ausdehnung
Die Herrschaft in der Gegend von Klein-Mariazell umfasste zuletzt die Ortsobrigkeit über Altenmarkt an der Triesting, Mariazell, Nöstach, Sulzbach, Thenneberg, Oberperndorf sowie Soß und verfügte über zerstreute Häuser in verschiedenen Gemeinden. Der Sitz der Verwaltung befand sich im ehemaligen Kloster Klein-Mariazell.

## Geschichte
Letzte Inhaber der Herrschaft waren Josef und Josefine Gringer, die nach den Reformen 1848/1849 die Herrschaft auflösten.